# 라케스
라케스(고대 그리스어: Λάχης, 라틴어: Laches, ? 기원전 467년경 - 기원전 418년)는 펠로폰네소스 전쟁 시기의 고대 아테나이의 장군이다. 라케스는 플라톤의 ‘라케스’에 니키아스와 함께 등장하는 인물이다.

## 생애
라케스는 멜라노포스의 아들이자, 티모크라테스의 아버지이다. 기원전 427년, 시라쿠사이와 레온티노이 사이에 분쟁이 일어났고, 레온노티이는 아테나이에 도움을 요청했다. 아테나이는 레온티노이를 돕기 위해 라케스는 카로이아데스(유스티누스에 따르면 카리아데스)를 공동 지휘관으로 임명하여 20척의 함대와 함께 시켈리아로 파견했다. 레기온에 기지를 둔 아테나이 군은 시라쿠사이의 동맹국인 리파리 섬을 휩쓸고, 로크리스를 공격한 후 기원전 426년 여름에 메세네의 영토인 밀라이로 향했다. 그 도상에서 그들은 메세네의 습격을 받았지만, 그것을 물리치고 메세네를 항복시켜 인질을 보내게 했다. 그뒤 그들은 밀라이를 포위하고 밀라이의 원군으로 온 시켈리아의 그리스인과 싸워 그들을 물리치고, 1,000명 이상을 죽이고 600명의 포로를 얻었다.
그 해 겨울 라케스는 시라쿠사이에게 아크로폴리스를 점령당한 시켈로이 인(그리스인이 정착하기 이전 시켈리아 원주민) 마을 아에트나를 시켈로이 사람과 함께 공격을 했지만, 함락시키지 못하고 퇴각했고, 게다가 추격에 나섰던 시라쿠사이 군대에 의해 패주를 했다. 그러나 로크리스 령으로 전진하여 로크리스 군을 물리치고 300명의 전사자를 내게 했다. 그 후, 시켈로이 사람의 협력을 얻어 라케스는 히메라에 도착하였고, 이어서 아이올로스 제도를 공격하고 레기온에 돌아왔다. 그후 푸트도로스와 교체되어 해임되었다.
라케스는 기원전 421년에 2년간의 휴전 조약 체결에 참여한 후, 기원전 418년의 니키아스 화약의 선언자들 중 한 명이 되었다. 그러나 아테나이와 스파르타의 양 진영이 대립을 그만 두지 않았기 때문에 기원전 418년에 라케스는 스파르타와 대립하고 있던 아르고스의 원군(보병 1000명과 기병 300기)으로 니코스트라토스와 함께 펠로폰네소스반도에 파견되었고, 같은 해 만티네이아 전투에서 전사했다.